# Tjuadal
Tjuadal är ett naturreservat i Kungsbacka kommun i Halland.
Reservatet  ligger i en dal omkring Löftaån och består av bokskog och hagmarker  med gamla och grova ekar. arter. 